# Fizikai réteg
A fizikai réteg (angolul: physical layer) a számítógép-hálózatok hétrétegű OSI-modelljében az első, avagy legalsó réteg. Implementációját gyakran PHY-vel jelölik.
Ez a legalsó réteg, amely a fizikai közeggel foglalkozik, azzal, miképp kell az elektromos jeleket a számítógép-hálózat kábeleire ültetni. Biztosítania kell, hogy a kábelre kiküldött 1 bitet a vevő oldal is 1-nek lássa, és ne 0-nak. Mi a feltétele, és hogyan lehet megvalósítani a lehető legminimálisabb háttérzajt stb. Az összes, internetet alkotó hálózat lényegében csak a fizikai rétegeiken keresztül kommunikál egymással. A hálózatok forgalma bármilyen fizikai közegen továbbítható, ennek mikéntjét írja le a fizikai réteg, és annak protokolljai.

## Leírása
A fizikai réteg felelős a bináris adatok átviteléért. Ennek érdekében a fizikai átviteli közeg valamely tulajdonságát megváltoztatja. A vevő ezt a változást érzékelve képes abból az eredeti adatokat visszaállítani. Az átviteli közeg többféle lehet, ennek megfelelőek lesznek azok a jellemzők, amelyeket az adatátvitel céljából meg lehet változtatni.
A számítógép hálózatokban az adatátvitel a számítógépek között kialakított összeköttetéseken valósul meg. Az információ továbbítása történhet digitális és analóg jelekkel egyaránt. Az analóg jelek esetében valamilyen periodikus jel amplitúdója, a frekvenciája, vagy a fázisszöge hordozza az információt. A digitális átvitelnél a jel egy négyszögjel, aminek az amplitúdója csak a két megadott értéket veheti fel. A szintek közötti váltás csak megadott időpontokban következhet be és elvileg végtelen gyorsan történik. Az információt az amplitúdók és a hozzájuk tartozó időpontok hordozzák.

## Átviteli módok
Az analóg átvitel esetében a leglényegesebb jellemző a sávszélesség, ami a közegen átvihető jel maximális és minimális frekvenciájának a különbsége és a mértékegysége Hz.
A digitális hálózatok esetében a sebesség jellemzésére az időegység alatt továbbított bitek számát használjuk (bitsebesség), melynek jellemző mértékegysége a bit/s. Találkozhatunk még a Baud mértékegységgel is, ami az egy másodperc alatt átküldött vonali kódok számát jelenti. (Ez a használt vonali kódolástól függően lehet a bitsebességnél kisebb vagy nagyobb érték).
A kialakított összeköttetésekről elmondható, hogy a kiépítésükhöz nagy anyagi befektetésre van szükség. Sajnos az is igaz, hogy az esetek többségében ezek a közegek nincsenek teljesen kihasználva. Ebből az következik, hogy valamilyen módon optimalizálni kellene az átviteli közegek kialakítását. Erre több módszert is kialakítottak, ezeket tekintjük át a továbbiakban.
A hosztok, pontosabban a hálózati kapcsolóelemek és végpontok között vonalak valósítják meg a tényleges kapcsolatot. Abban az esetben, ha adatátvitel folyik, akkor a két "beszélgető" állomás kisajátítja a vonalat. Elképzelhető, hogy a hosszú kapcsolódási idő alatt alig van adatforgalom. Felismerték ezt a tényt és megoldásként a vonalakat több, kisebb kapacitású csatornákra osztják. Mindegyik csatorna önálló adatátvitelre alkalmas, tehát az átviteli idő alatt a két kapcsolódó hoszt között vonalként viselkedik. A fizikai vonalakon több ilyen csatorna alakítható ki, amivel a kapcsolatok száma növekszik, pénzbe pedig nem kerül. A vonalak megosztásának három, a gyakorlatban alkalmazott eljárása van.
Az első megoldás szerint a fizikai közeget speciális eszközökkel megosztják több egység között. Ezt a műveletet multiplexelésnek nevezik. A multiplexelés során a vonalat meghatározott, rögzített módszer szerint osztjuk fel. Minden bemeneti csatornához tartozik a túloldalon egy kimeneti csatorna is. A vevő oldalon biztosítani kell, hogy az érkező információkat a címzett vegye. Azt a műveletet, amely ezt biztosítja, demultiplexelésnek nevezik. A gyakorlati megvalósítás alapján beszélhetünk frekvencia- és időosztásos multiplexelésről. 
A frekvenciaosztásos multiplexelés bonyolultnak tűnő, ámde meglehetősen egyszerű vonalmegosztási módszer. Analóg átvitelben használják. Azon a felismerésen alapul, hogy a ténylegesen átvitelre kerülő analóg jelek viszonylag kis frekvenciatartományba esnek. Mivel a vonal sávszélessége ennél jelentősen nagyobb, több ilyen tartomány vihető át egyszerre rajta. Azt kell megoldani, hogy ezek a tartományok egymástól jól elkülöníthetők legyenek. Az analóg jelek esetében megvalósítható az, hogy a kisfrekvenciás jelek ráültethetők egy nagyobb frekvenciájú jelre. A vevőoldalon ezt a jelet kivéve az eredeti analóg jelsorozat rendelkezésre áll. Azt a jelet, amelyre az információt hordozó analóg jeleket rákeverik, vivőjelnek, vagy vivőfrekvenciának nevezik. Az adó oldalon a csatornák jeleit ráültetik egy-egy vivőfrekvenciára (modulálják). Ezeket összegzik, majd a jelek összegét átviszik a vevő oldalra. Ott a jeleket szűrőkkel szétválasztják, majd egy második szűrés során a hasznos jel alól kiszedik a vivőjelet. A módszer használatánál ügyelni kell, hogy az egyes vivőfrekvenciák között megfelelő szélességű frekvenciarés maradjon. Ez azért fontos, mert ha a hasznos jelek frekvenciatartománya összeér, akkor azokat nem lehet már szétválasztani. Figyelembe kell venni azt is, a vevő oldalon elhelyezett szűrők pontossága (meredeksége) véges, tehát a nagyon közeli csatornákat már nem tudják korrektül szétválasztani. A harmadik ok, hogy a vezetéken minden esetben rárakódnak a hasznos jelre zavarjelek. Ez azt eredményezheti, hogy a frekvenciatartomány elmászik valamelyik irányba, ekkor pedig már átlóghat a következő csatornába.
A TCP/IP hálózat fizikai szintje azonos az ISO/OSI modell fizikai szintjével. Ez a réteg gondoskodik a hálózati eszközzel, mint például a modemmel, az Ethernet- vagy ISDN-kártyával való kapcsolatról. Elvégzi az adatok hardveren keresztüli továbbítását a hálózat felé. Feladatának elvégzése során becsomagolja a felsőbb szintek által szállított, a hálózatnak szánt adatokat a fizikai hálózatnak megfelelő címek "csomagolópapírjába". Ez a réteg teljesen rejtve marad a felhasználók elől.
Feladata: bitek továbbítása a csatornán.

## Szempontok
- mechanikai
- elektromos jellemzők
- közeg tulajdonságai
- időzítések
- modulációk
- bitkódolás

## Szabványok
- 100Base-T összefoglaló névvel emlegetik a 100Base-TX-et és 100Base-T4-et. (3-as kategóriájú sodrott érpár)
- fényvezető szál vagy kábel (lásd: 100Base-FX).
- RS-232 - (Recommended Standard 232) laikusok számára leginkább mint a személyi számítógépek soros portja ismert, 1960-2012
- USB